# 204
Правління Септімія Севера в Римській імперії.
У Китаї править династія Хань, в Індії — Кушанська імперія, у Персії — Парфянське царство.

## Події
- Установа префектури Дайфан в Кореї

## Народились
- Філіпп Араб, майбутній римський імператор.